# 姫島港
姫島港（ひめしまこう）座標: 北緯33度43分18.1秒 東経131度38分56.4秒 / 北緯33.721694度 東経131.649000度 は、大分県東国東郡姫島村（姫島）にある地方港湾。港湾管理者は大分県。

## 概要
大分県国東半島沖の離島である姫島における本土との間の物流拠点であり、2008年の取扱貨物量は、264千フレート・トンである。本港と国東港伊美地区（旧伊美港、町村合併により名称変更）との間に、姫島村と大分県本土（国東市）を結ぶ定期フェリーが就航している。同フェリー航路は海上運送法に定める指定区間に指定されている。
また、港湾環境整備施設として姫島港運動公園も設置されており、姫島村が指定管理者となっている。
2015年度の発着数は5,120隻（865,832総トン）、利用客数は269,649人（乗込人員134,669人、上陸人員134,980人）である。

## 主要航路
- 姫島村営フェリー
  - 姫島港 - 国東港伊美地区（大分県国東市）
  - 所要時間：約20分[5]
  - 便数：1日12往復就航（最終便は12月1日 - 翌年3月31日の間運休）
  - 就航船舶：第一姫島丸（199トン）、第二姫島丸（197トン）

- 姫島港ターミナル
- 乗船桟橋とターミナルビル

## 姫島港運動公園
姫島港利用者や住民の憩いの場として姫島村の要請により大分県が整備したものであり、災害時における避難場所としての使用も想定されている。湾港設備の他、隣接地に姫島村が設置したテニスコート・ゲートボール場等の施設や大分県の海岸環境整備施設である姫島海水浴場との一体的な活用を前提としている。
証明設備付の野球場・多目的グラウンドを中心としており、更衣室棟・駐車場などの付随設備を含む総面積34100m2の施設である。